# Eurybistus fenestratus
Eurybistus fenestratus är en insektsart som beskrevs av Bragg 200. Eurybistus fenestratus ingår i släktet Eurybistus och familjen Aschiphasmatidae. Inga underarter finns listade i Catalogue of Life.